# Leichtathletik-Weltmeisterschaften 2023/Teilnehmer (Argentinien)
| Goldmedaillen | Silbermedaillen | Bronzemedaillen |
| ------------- | --------------- | --------------- |
| —             | —               | —               |

Der Leichtathletikverband von Argentinien nahm an den Leichtathletik-Weltmeisterschaften 2023 in Budapest teil. Neun Athleten und eine Athletin wurden vom argentinischen Verband nominiert.

## Ergebnisse

### Männer

#### Laufdisziplinen
| Athlet                 | Disziplin        | Vorlauf        | Vorlauf | Halbfinale | Halbfinale | Finale    | Finale |
| Athlet                 | Disziplin        | Zeit           | Platz   | Zeit       | Platz      | Zeit      | Platz  |
| ---------------------- | ---------------- | -------------- | ------- | ---------- | ---------- | --------- | ------ |
| Elián Larregina        | 400 m            | 45,42          | 05      | DNQ        | DNQ        | –         | –      |
| Diego Javier Lacamoire | 1500 m           | 3:38,92 min PB | 14      | DNQ        | DNQ        | –         | –      |
| Julián Molina          | 3000 m Hindernis | 8:46,44 min    | 13      |            |            | DNQ       | DNQ    |
| Joaquín Arbe           | Marathon         |                |         |            |            | DNF       | DNF    |
| Juan Manuel Cano       | 20 km Gehen      |                |         |            |            | 1:27:29 h | 45     |

#### Sprung/Wurf
| Athlet              | Disziplin      | Qualifikation | Qualifikation | Finale     | Finale |
| Athlet              | Disziplin      | Weite/Höhe    | Platz         | Weite/Höhe | Platz  |
| ------------------- | -------------- | ------------- | ------------- | ---------- | ------ |
| Carlos Layoy        | Hochsprung     | NM            | NM            | DNQ        | DNQ    |
| Germán Chiaraviglio | Stabhochsprung | 5,35 m        | 22            | DNQ        | DNQ    |
| Nazareno Sasia      | Kugelstoßen    | 19,51 m       | 26            | DNQ        | DNQ    |
| Joaquín Gómez       | Hammerwurf     | 72,77 m       | 21            | DNQ        | DNQ    |

### Frauen

#### Laufdisziplinen
| Athletin   | Disziplin | Vorlauf     | Vorlauf | Halbfinale | Halbfinale | Finale | Finale |
| Athletin   | Disziplin | Zeit        | Platz   | Zeit       | Platz      | Zeit   | Platz  |
| ---------- | --------- | ----------- | ------- | ---------- | ---------- | ------ | ------ |
| Fedra Luna | 1500 m    | 4:19,00 min | 13      | DNQ        | DNQ        | –      | –      |
| Fedra Luna | 5000 m    | DNF         | DNF     | DNQ        | DNQ        | –      | –      |